# Muhamed Bešić
Muhamed Bešić (Berlín, 10 de setembre de 1992) és un jugador professional de futbol de Bòsnia que juga com a migcampista defensiu amb el Sheffield United FC (cedit per l'Everton FC) i la selecció de Bòsnia i Hercegovina.